# Calathea zingiberina
Calathea zingiberina är en strimbladsväxtart som beskrevs av Friedrich August Körnicke. Calathea zingiberina ingår i släktet Calathea och familjen strimbladsväxter. Inga underarter finns listade.